# S7 Airlines

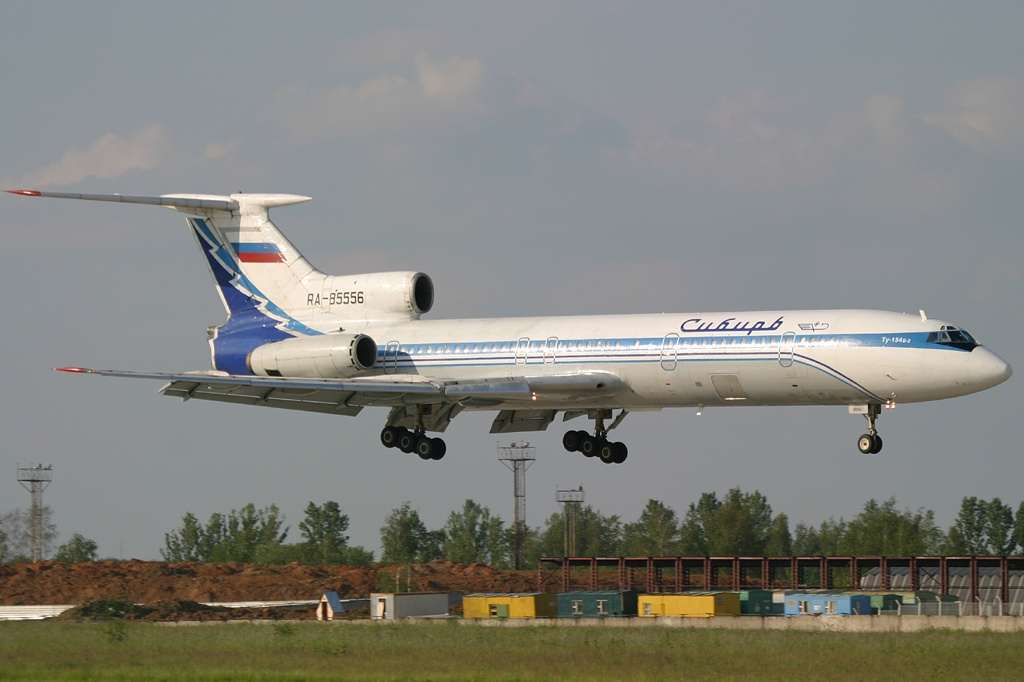
Tu-154B-2 w starym malowaniu linii Sibir Airlines

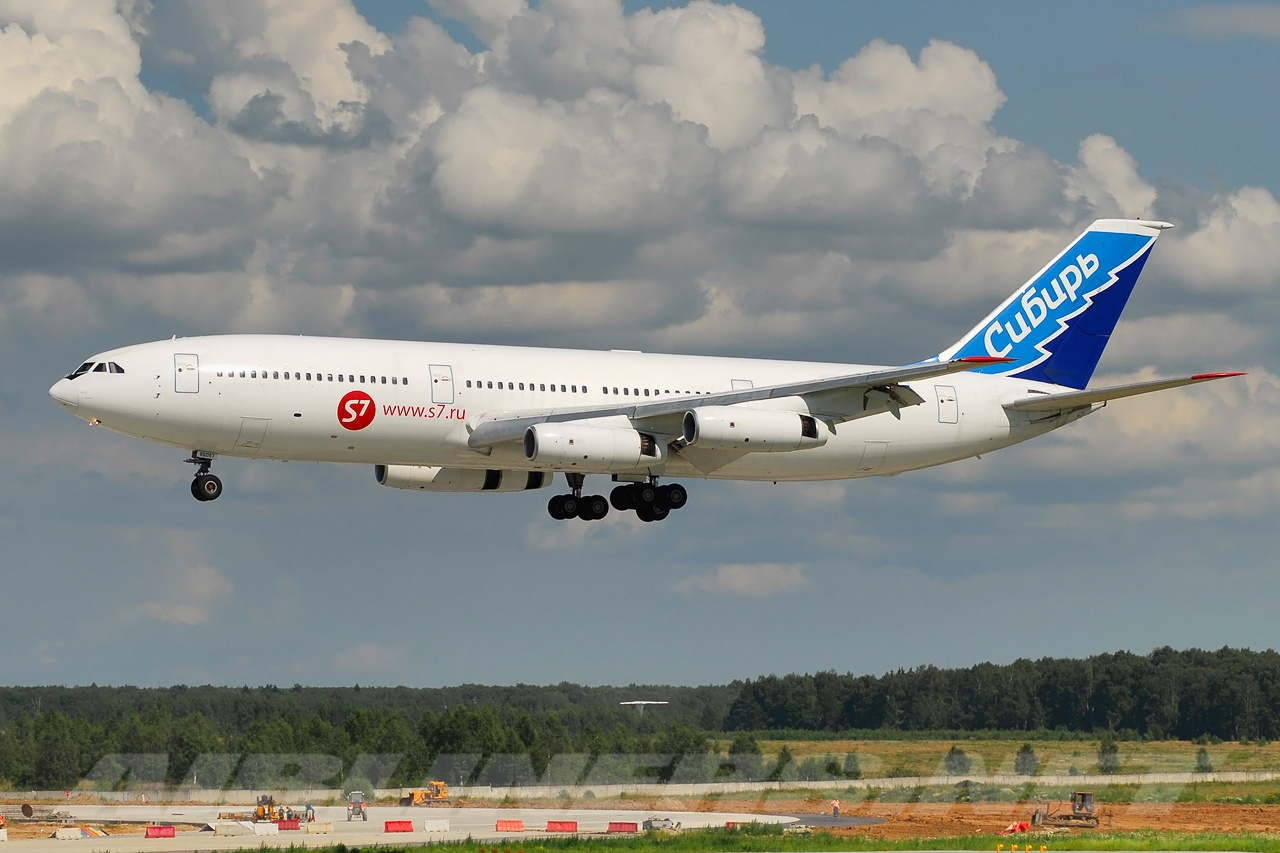
Szerokokadłubowy samolot pasażerski Ił-86 linii S7 Airlines

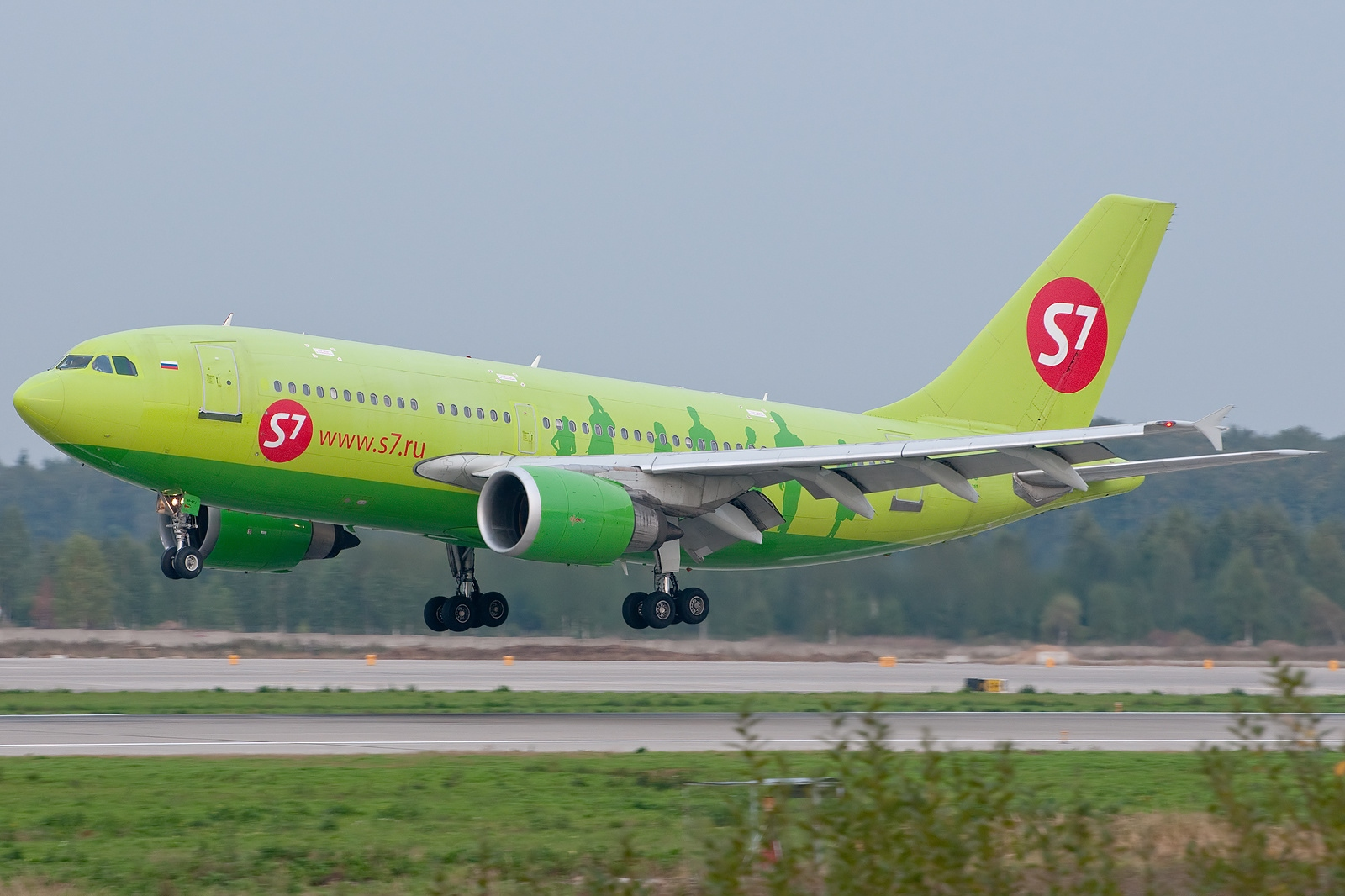
Samoloty Airbus A310 były pierwszymi zachodnimi maszynami tego przewoźnika

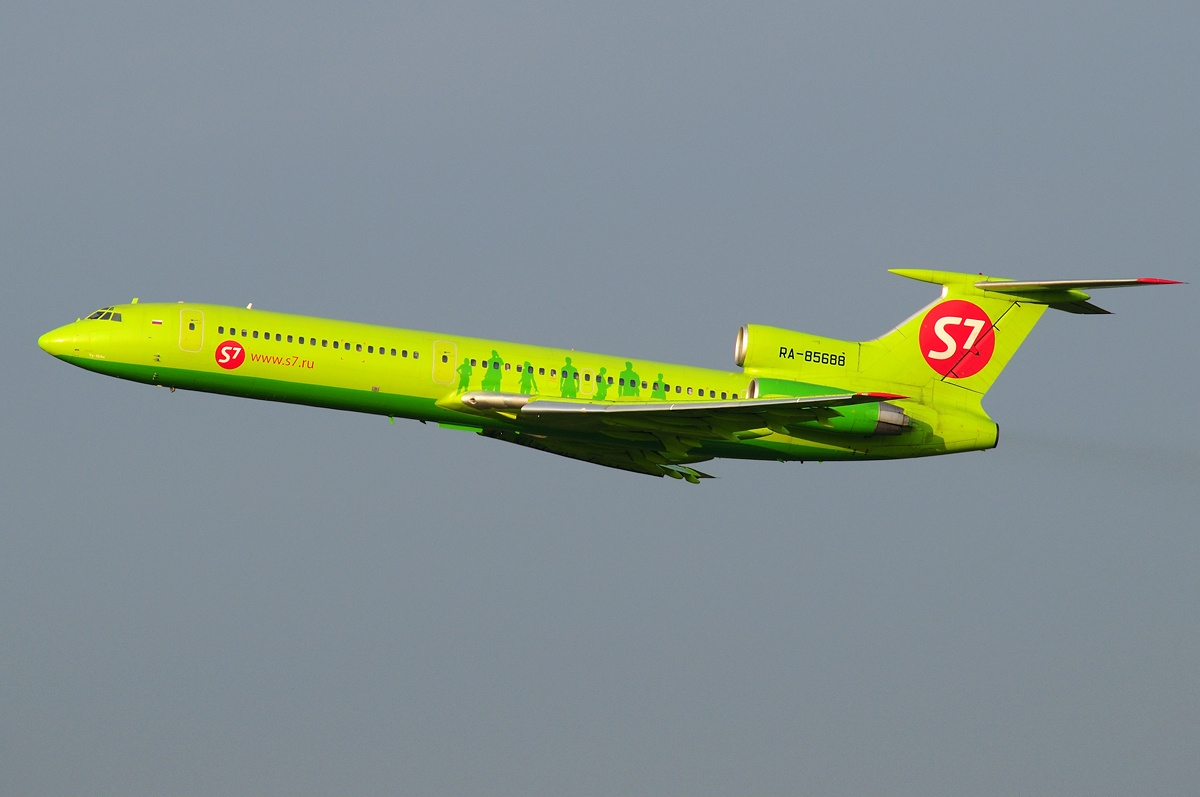
W latach 1992–2009 duża flota samolotów Tu-154M obsługiwała połączenia krajowe i zagraniczne linii S7 Airlines

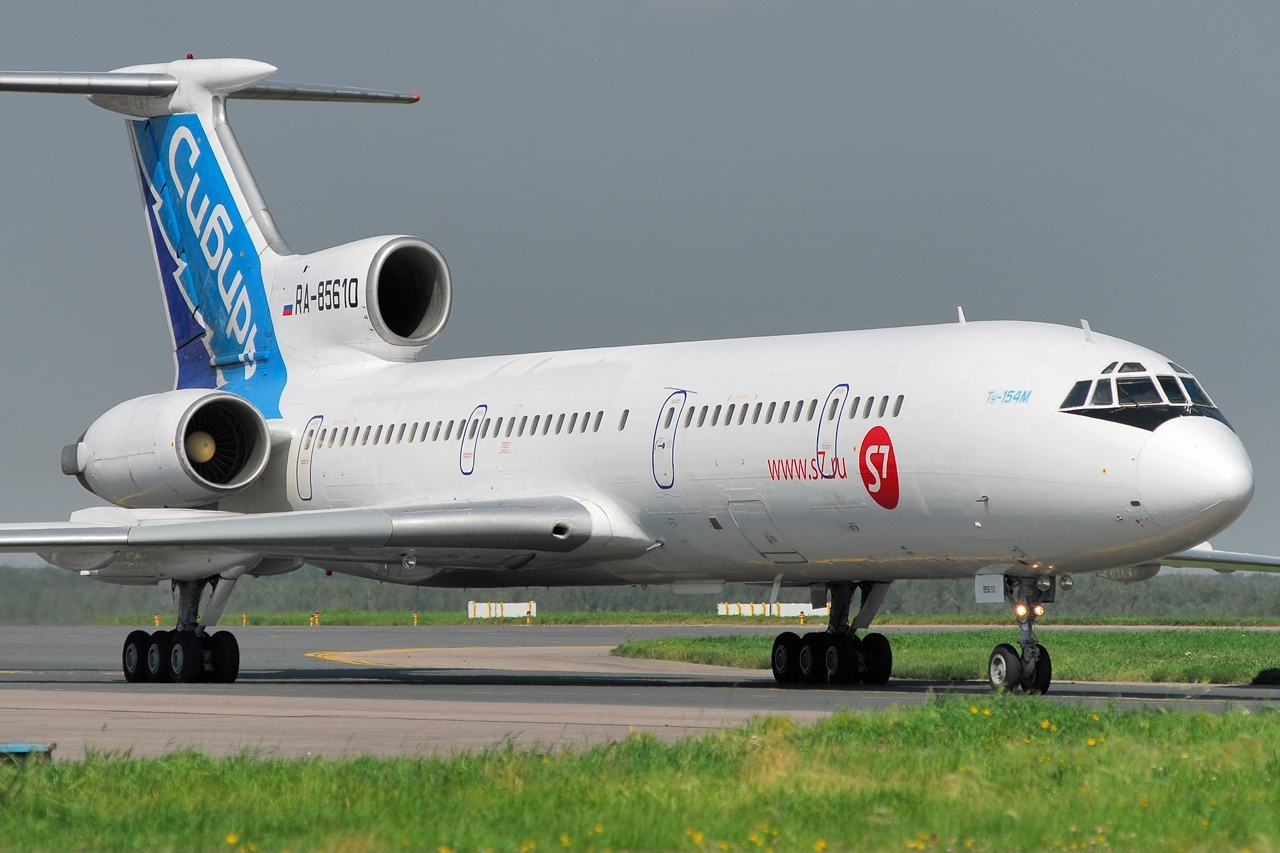
Tu-154M w białym malowaniu linii S7 Airlines

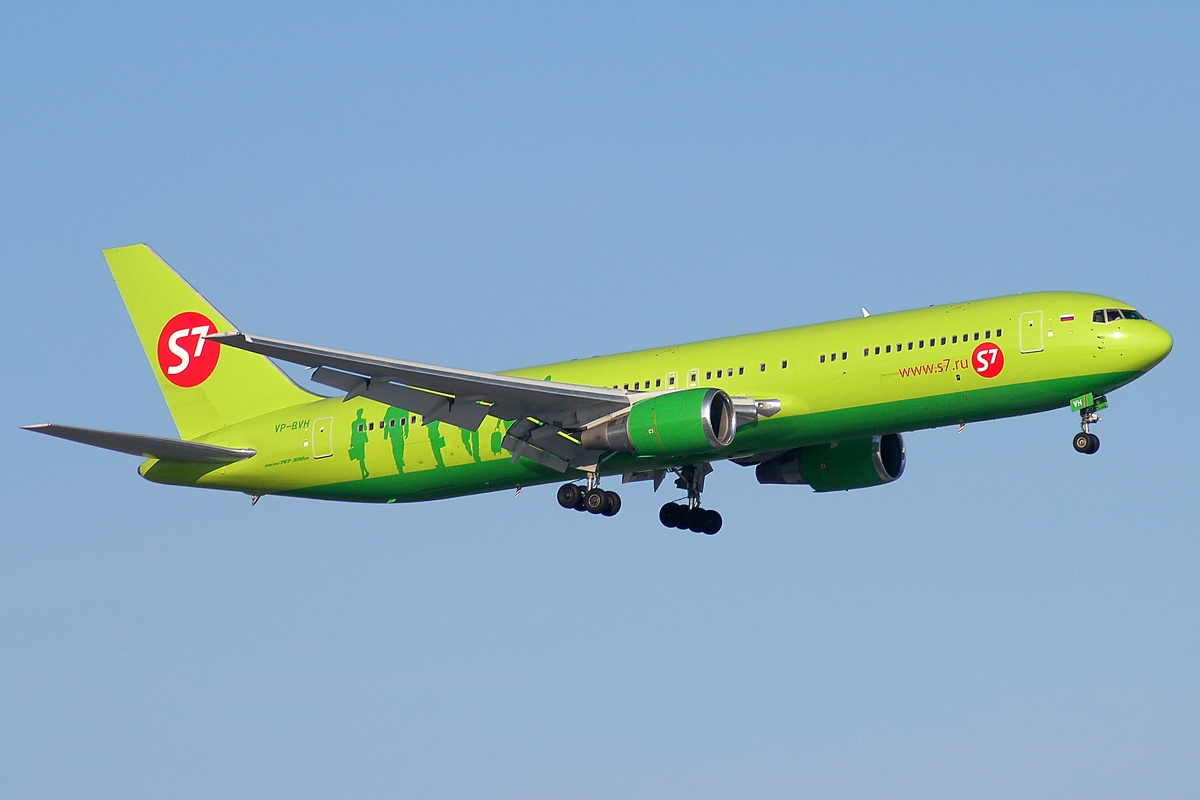
Boeing 767-300 linii S7 Airlines

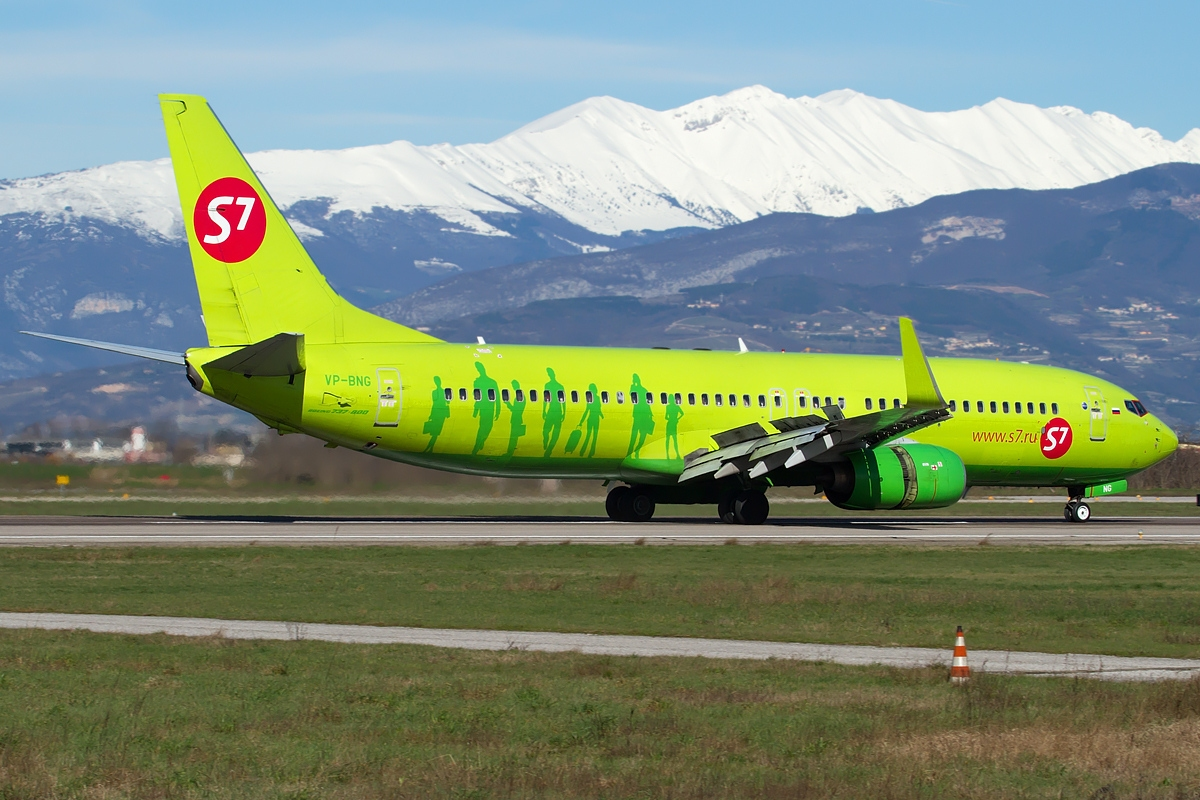
Boeing 737-800 linii S7 Airlines

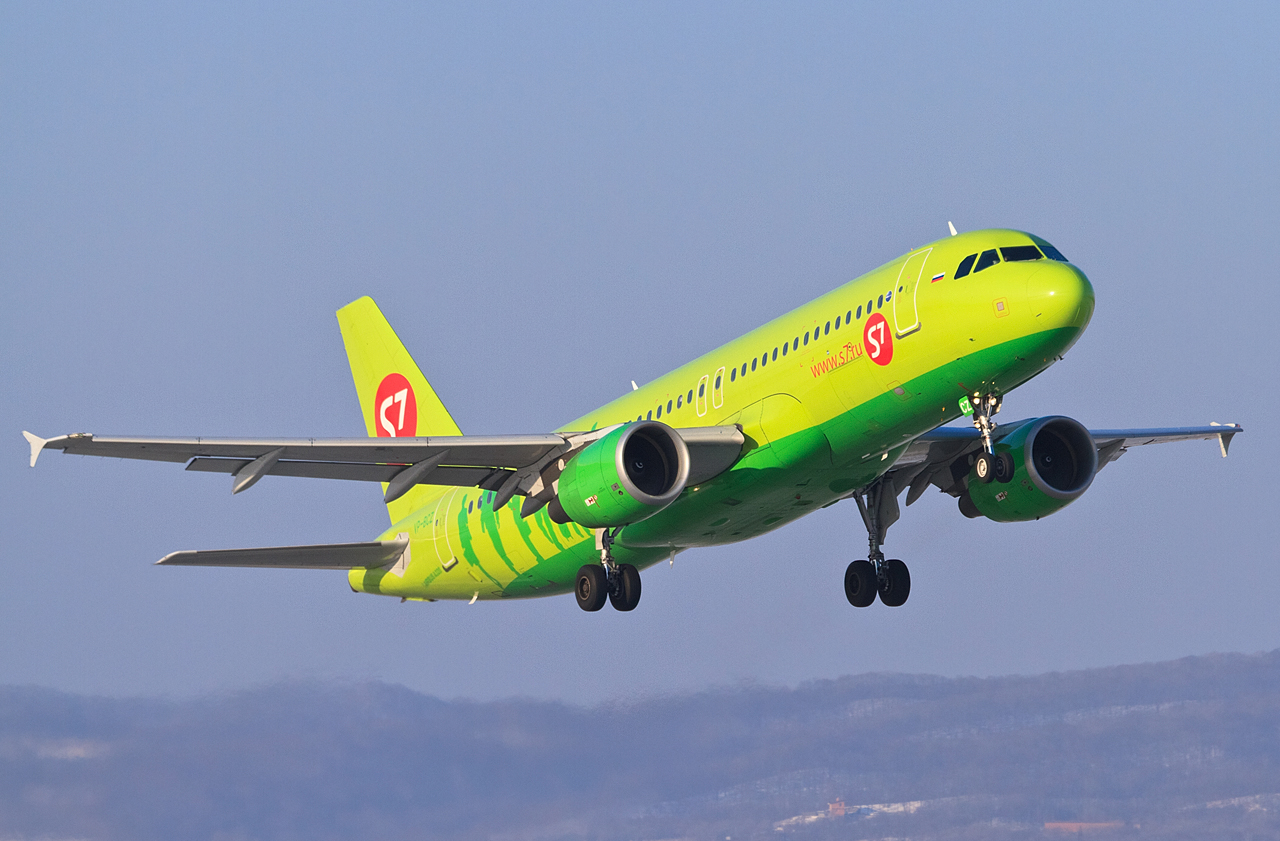
Airbus A320 linii S7 Airlines

S7 Airlines (znane także pod nazwą Siberia Airlines, ros.  ПАО «Авиакомпания „Сибирь”») – rosyjskie linie lotnicze z siedzibą w Nowosybirsku, drugie co do wielkości przewozów pasażerskich w Rosji. Od listopada 2010 do kwietnia 2022 były pełnoprawnym członkiem sojuszu lotniczego Oneworld.
Agencja ratingowa Skytrax zawiesiła ocenę linii w 2022 (były to trzy gwiazdki) z powodu inwazji Rosji na Ukrainę.

## Historia
Linie lotnicze „Sibir” zostały zarejestrowane jako autonomiczne przedsiębiorstwo państwowe w maju 1992 w mieście Ob na Syberii. Powstały one poprzez przekształcenie w oddzielny podmiot „Zjednoczonego Tołmaczewskiego Oddziału Lotniczego” (Толмачевский объединенный авиаотряд) Aerofłotu. Ten stacjonujący na nowosybirskim lotnisku Tołmaczowo oddział dawnego monopolisty istniał od roku 1957 obsługując rejsy krajowe, w pierwszej kolejności do Moskwy. W 1991 samolot z „Oddziału Tołmaczewskiego” wykonał pierwszy międzynarodowy rejs do Chin. W 1994 linie zostały sprywatyzowane i dołączyły do organizacji IATA. W tym samym roku linia otworzyła pierwsze połączenie z Europą na trasie Nowosybirsk – Frankfurt. Do końca lat 90 linia koncentrowała się głównie na połączeniach krajowych z Nowosybirska. W 1999 linia przeszła kilka fuzji z małymi regionalnymi liniami, co polepszyło jej pozycję na rynku rosyjskim. W tym roku linia otworzyła swoją bazę na lotnisku Port lotniczy Wnukowo w Moskwie. Od 2002 wszystkie loty linii Sibir Airlines z Moskwy zostały przeniesione na lotnisko Domodiedowo. W tym samym roku linie rozpoczęły współpracę z ormiańskimi liniami lotniczymi Armavia. W marcu 2005 linia zmienia swoją nazwę na S7 Airlines, oraz przemalowała część swoich samolotów w zielone barwy, które były częścią nowego marketingu linii. W 2007 wyodrębniono linie Globus, które mają się skupiać na połączeniach czarterowych do miejscowości wypoczynkowych. 29 maja 2007 linia zamówiła 15 samolotów Boeing 787, które początkowo miały wejść do służby w 2014, jednak w 2009 linia oficjalnie anulowała zamówienie, z myślą o leasingowaniu tych maszyn. 16 grudnia 2008 linie S7 sprzedały linie Globus właścicielowi lotniska Domodiedowo. W 2009 uzyskały wynik drugiej co do wielkości przewozów linii lotniczej w Rosji przewożąc 5,6 mln pasażerów, w tym 3,5 na trasach krajowych. 15 listopada 2010 linie S7 Airlines stały się pełnoprawnym członkiem sojuszu Oneworld, jednak w kwietniu 2022 w związku z inwazją Rosji na Ukrainę członkostwo zostało zawieszone.

## Połączenia codeshare
Linie lotnicze S7 oferują połączenia na zasadzie codeshare z następującymi liniami lotniczymi:
| - Belavia - Globus - Etihad Airways | - Royal Jordanian - Yakutia Airlines |

## Flota
W marcu 2010 średnia wiekowa floty S7 Airlines wynosiła 7,5 roku, była to wówczas to jedna z najlepszych średnich w Rosji. Według stanu na listopad 2024 flota przewoźnika składała się ze 104 samolotów o średnim wieku 12,3 lat:
| Samolot         | Samolot | Samolot   | Liczba miejsc | Liczba miejsc | Liczba miejsc | Uwagi                                                               |
| Model           | Aktywne | Zamówione | B             | E             | Łącznie       | Uwagi                                                               |
| --------------- | ------- | --------- | ------------- | ------------- | ------------- | ------------------------------------------------------------------- |
| Airbus A319-100 | 2       | -         | -             | 144           | 144           | Planowane wycofanie po dostarczeniu Tu-214                          |
| Airbus A320-200 | 16      | -         | -             | 174           | 174           |                                                                     |
| Airbus A320neo  | 31      | -         | 8             | 156           | 164           | Częściowo uziemione z powodu braku możliwości konserwacji silników  |
| Airbus A321-200 | 11      | -         | 8             | 189           | 197           | Częściowo uziemione z powodu braku możliwości konserwacji silników  |
| Airbus A321neo  | 8       | -         | 8             | 190           | 198           | Całkowicie uziemione z powodu braku możliwości konserwacji silników |
| Boeing 737-800  | 19      | -         | 8             | 168           | 176           |                                                                     |
| Embraer ERJ-170 | 17      | -         | -             | 78            | 78            |                                                                     |
| Tupolev Tu-214  | -       | 100       |               |               |               |                                                                     |
| Łącznie         | 104     | 100       |               |               |               |                                                                     |

## Porty docelowe

### Afryka
- Egipt
  - Hurghada – Port lotniczy Hurghada
  - Szarm el-Szejk – Port lotniczy Szarm el-Szejk

### Azja

#### Azja Środkowa
- Kazachstan
  - Ałmaty – Port lotniczy Ałmaty
  - Öskemen – Port lotniczy Oskemen
  - Pawłodar – Port lotniczy Pawłodar
  - Semej – Port lotniczy Semej (sezonowo)
- Kirgistan
  - Biszkek – Port lotniczy Biszkek
  - Osz – Port lotniczy Osz
- Tadżykistan
  - Duszanbe – Port lotniczy Duszanbe
  - Chodżent – Port lotniczy Chodżent
- Turkmenistan
  - Aszchabad – Port lotniczy Aszchabad
- Uzbekistan
  - Taszkent – Port lotniczy Taszkent
  - Urgencz – Port lotniczy Urgencz

#### Azja Wschodnia
- Chiny
  - Pekin – Port lotniczy Pekin
  - Sanya – Port lotniczy Sanya-Phoenix (sezonowo)
  - Urumczi – Port lotniczy Ürümqi-Diwopu

#### Azja Południowo-Wschodnia
- Tajlandia
  - Bangkok – Port lotniczy Bangkok-Suvarnabhumi (sezonowo)
- Wietnam
  - Ho Chi Minh – Port lotniczy Tân Sơn Nhất w Ho Chi Minh (sezonowo)
  - Nha Trang – Port lotniczy Cam Ranh (sezonowo)

#### Azja Południowo-Zachodnia
- Armenia
  - Erywań – Port lotniczy Erywań
  - Giumri – Port lotniczy Giumri
- Azerbejdżan
  - Baku – Port lotniczy Baku
- Gruzja
  - Tbilisi – Port lotniczy Tbilisi
- Zjednoczone Emiraty Arabskie
  - Dubaj – Port lotniczy Dubaj (sezonowo)

### Europa
- Czarnogóra
  - Podgorica – Port lotniczy Podgorica (sezonowo)
  - Tivat – Port lotniczy Tivat
- Rosja
  - Anapa – Port lotniczy Anapa
  - Astrachań – Port lotniczy Astrachań-Narimanowo
  - Barnaba –
  - Brack – Port lotniczy Brack
  - Chabarowsk – Port lotniczy Chabarowsk
  - Czelabińsk – Port lotniczy Czelabińsk port przesiadkowy
  - Czyta – Port lotniczy Czyta
  - Irkuck – Port lotniczy Irkuck port przesiadkowy
  - Królewiec – Port lotniczy Kaliningrad
  - Kazań – Port lotniczy Kazań
  - Kemerowo – Port lotniczy Kemerowo
  - Krasnodar – Port lotniczy Krasnodar
  - Krasnojarsk – Port lotniczy Krasnojarsk
  - Jakuck – Port lotniczy Jakuck
  - Magadan – Sokol Airport
  - Moskwa – Port lotniczy Moskwa-Domodiedowo port przesiadkowy
  - Nadym – Port lotniczy Nadym
  - Niżniewartowsk – Port lotniczy Niżniewartowsk
  - Niżny Nowogród – Port lotniczy Niżny Nowogród
  - Norylsk – port lotniczy Ałykiele
  - Nowokuźnieck
  - Nowosybirsk – Port lotniczy Nowosybirsk-Tołmaczowo port przesiadkowy
  - Nowy Urengoj
  - Omsk – Port lotniczy Omsk
  - Perm – Port lotniczy Perm
  - Pietropawłowsk Kamczacki – Port lotniczy Pietropawłowsk Kamczacki
  - Rostów nad Donem – Port lotniczy Rostów nad Donem
  - Petersburg – Port lotniczy Petersburg-Pułkowo
  - Samara – Port lotniczy Samara
  - Soczi – Port lotniczy Soczi-Adler
  - Surgut – Port lotniczy Surgut
  - Symferopol – Port lotniczy Symferopol
  - Tiumeń – Port lotniczy Tiumeń
  - Tomsk – Port lotniczy Tomsk
  - Ufa – Port lotniczy Ufa
  - Ułan Ude – Port lotniczy Ułan Ude
  - Władykaukaz – Port lotniczy Władykaukaz-Biesłan
  - Władywostok – Port lotniczy Władywostok
  - Wołgograd – Port lotniczy Wołgograd
  - Jekaterynburg – Port lotniczy Jekaterynburg
  - Jużnosachalińsk – Port lotniczy Jużnosachalińsk
- Turcja
  - Antalya – Port lotniczy Antalya

## Wypadki lotnicze
- 4 października 2001 Tu-154 lot 1812 linii Sibir Airlines lecący z Tel Awiwu do Nowosybirska, został przypadkowo zestrzelony przez rakietę ukraińską, na wysokości wybrzeża krymskiego. Samolot zatonął w Morzu Czarnym. Zginęło wówczas 78 osób.

- 24 sierpnia 2004 Tu-154 linii Sibir Airlines po starcie z Domodiedowa rozbił się w wyniku zamachu terrorystycznego na granicy z Ukrainą. Na pokładzie była umieszczona bomba zdetonowana przez Czeczenkę Sacitę Dżebirchanową. Zginęło wówczas 46 osób.

- 9 lipca 2006 Airbus A310 lot 778 linii S7 Airlines ze 193 pasażerami i 10 członkami załogi na pokładzie nie wyhamował na pasie lotniska w Irkucku i uderzył w betonową barierę. Zginęły wówczas 124 osoby.